# Subsurface (DJ)
Subsurface ist ein italienischer DJ und Produzent aus dem vorwiegend deutschsprachigen Südtirol. Er erlangte seinen Durchbruch im Jahr 2015 mit seiner Single Mr. Magician und ist bekannt für seine regelmäßigen Auftritte auf großen Festivals und in bekannten Clubs, wie dem Electric Love Festival in Salzburg, dem BCM Planet Dance in Mallorca oder dem Papaya in Kroatien.

## Werdegang
Das Künstlerprojekt wurde ursprünglich als Duo von Stefan und Clemens „Subsurface“ gegründet, als sie auf einer Party zufällig auf ihr gemeinsames Interesse an elektronischer Musik stießen. Nach ersten Auftritten in ihrer Heimatstadt Bozen entschieden die beiden, sich von der kommerziellen Club Szene wegzubewegen. Kurz darauf wurden sie vom einheimischen Dubstep- und Drum & Bass Label Culture Assault Records aufgenommen und wurden fester Bestandteil der LOVE ELECTRO! Festival-Reihe. In ihrem Heimstudio brachten sich die beiden das Produzieren elektronischer Musik bei und veröffentlichten im Jahr 2015 ihre erste Single zusammen mit der britischen Songwriterin Leanne Louise, welche auf dem Youtube-Kanal xKito veröffentlicht wurde.
Nach weiteren Produktionen folgte im Jänner 2017 ein Remix von The Chainsmokers’ Single Paris mit Vocals vom britischen Sänger Shaun Reynolds und der Schweizerin Romy Wave. Der Remix wurde vom Youtube-Kanal Trap City hochgeladen und von den TikTok-Stars Ranz and Niana für eine Dance-Challenge verwendet. Im selben Jahr folgte mit dem Somnium Festival in Peru die erste Headline Show auf einem anderen Kontinent.
Im Jahr 2020 gründeten Subsurface zusammen mit 2 Freunden ihr eigenes Label KARDO Records, auf dem noch im selben Jahr die eigenen Singles Gold Skies und Get Lost erschienen, welche unter anderem in der Spotify Playlist „STMPD RCRDS Top 50“ von Martin Garrix präsentiert wurden.
Während der Corona-Pause verbrachten Subsurface viel Zeit im Studio und kehrten im anschließenden Jahr 2021 wieder auf Club- und Festivalbühnen zurück. Erstmals präsentierten sie dabei ihre Live-Show mit Gitarre und Gesang. Im Jahr 2022 brachten Subsurface ihre Live-Show nach Deutschland, Kroatien, Tschechien, Luxemburg, Österreich und Italien.
Im Dezember 2023 folgte die Single Hypnotize zusammen mit dem amerikanischen Produzenten T-Mass, welche auf Steve Aoki's Label Dim Mak veröffentlicht wurde. Anfang 2024 gab Clemens bekannt, sich eine Auszeit vom Projekt zu nehmen. Als Gründe nannte er unter anderem mangelndes Interesse an der sich stark veränderten EDM Kultur und die ständig größer werdende Abhängigkeit von sozialen Medien im Musikbusiness.
Stefan führte somit seit Jänner 2024 alleine das Projekt fort und spielte daraufhin weitere Shows in Europa und Asien. Anfang 2025 veröffentlichte er Feeling auf dem Label Hexagon Records des niederländischen DJs und Produzenten Don Diablo.

## Live-Auftritte
In ihren ersten Jahren spielten Subsurface vor allem auf Events der regionalen Bass Music Szene. Im Jahr 2012 wurden sie Resident-DJs der Event-Reihe LOVE ELECTRO! Festival und wurden zunehmend mit Künstlern wie Skrillex, Knife Party oder Flux Pavilion assoziiert. Im Jahr 2014 und 2015 gewannen sie den DJ Contest beim Österreichischen Electric Love Festival, wo sie seitdem jährlich auflegen und schafften damit den Sprung zu regelmäßigen Auftritten im Ausland.
Nach erfolgreichen Veröffentlichungen im Jahr 2016 und 2017 spielten die beiden ihre ersten internationalen Headline-Shows u. a. in Peru, Rumänien und Spanien. Für größere Auftritte brachten sie regelmäßig ihren engen Freund Karim MC mit. 2019 starteten Subsurface ihre erste Bus-Tour mit Shows in Italien, der Schweiz und Österreich.
Subsurface traten auf Bühnen neben Steve Aoki, NERVO, Timmy Trumpet, Alan Walker, LMFAO, Will Sparks und anderen auf.

## Diskografie
- 2015: Subsurface – Mr. Magician (feat. Leanne Louise) [Moshbit Records]
- 2017: Subsurface – Paris (feat. Shaun Reynolds & Romy Wave)
- 2017: Subsurface – Without You (feat. Reese Redwood) [Kinphonic Records]
- 2017: Subsurface – There For You (feat. Destino)
- 2017: Subsurface – A Different Way (feat. Jonas Oberstaller)
- 2018: DJ Selecta & AVA – Collide (Subsurface Remix)
- 2020: Subsurface & Armen Paul – Lovin' Out Loud [AESTHETE]
- 2020: Subsurface & Armen Paul – Lovin' Out Loud (VIP Mix) [AESTHETE]
- 2020: Subsurface – Gold Skies (feat. Terry & Jonas Oberstaller) [KARDO Records]
- 2020: AVE & Subsurface – Get Lost [KARDO Records]
- 2023: T-Mass & Subsurface – Hypnotize [Dim Mak Records]
- 2025: Subsurface – Feeling [Hexagon Records]